# Flavy-le-Meldeux

Flavy-le-Meldeux este o comună în departamentul Oise, Franța. În 1 ianuarie 2022 avea o populație de 225 de locuitori.